# St. Johannes der Evangelist (Köln-Stammheim)

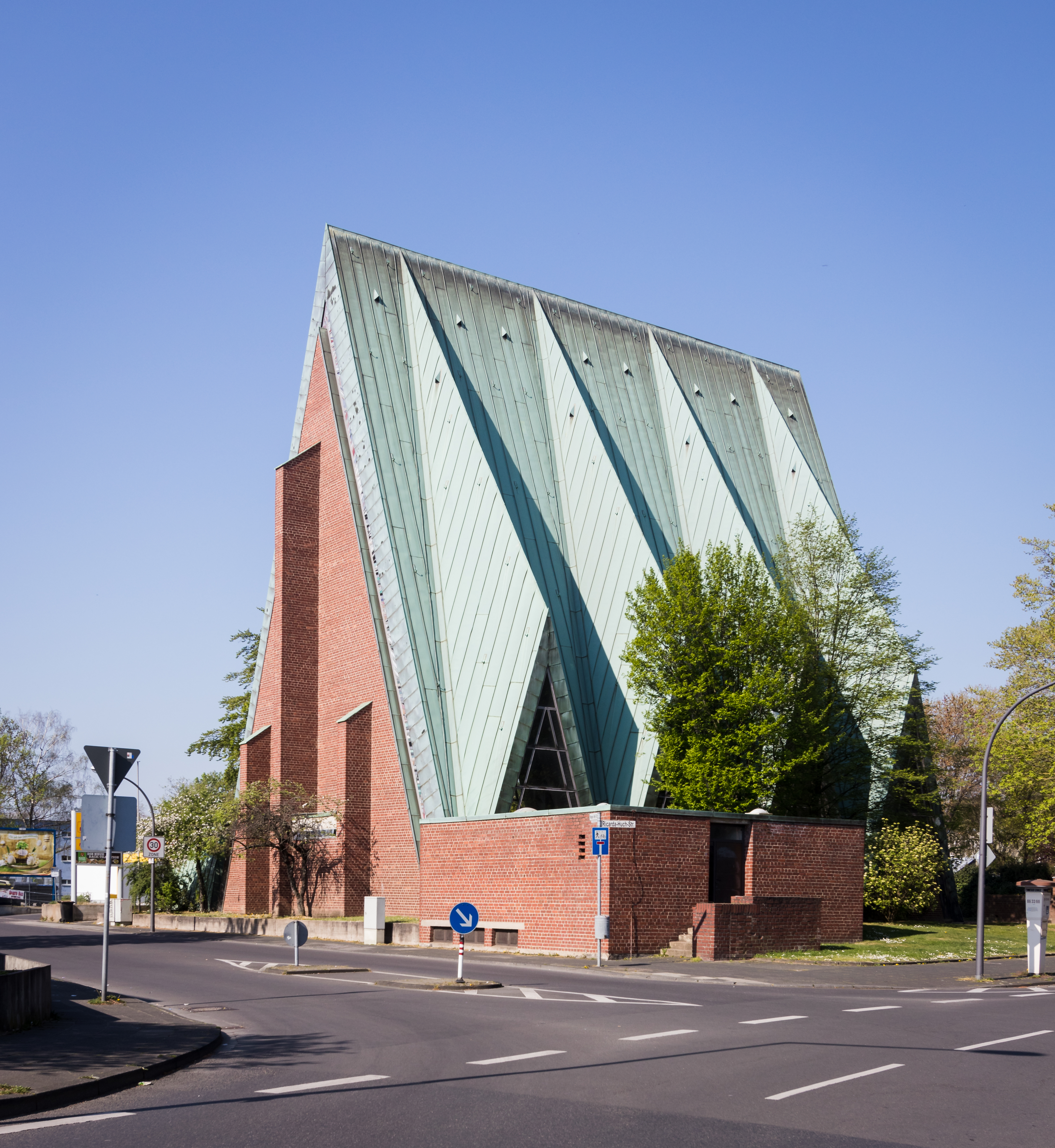
Außenansicht von Osten, April 2020

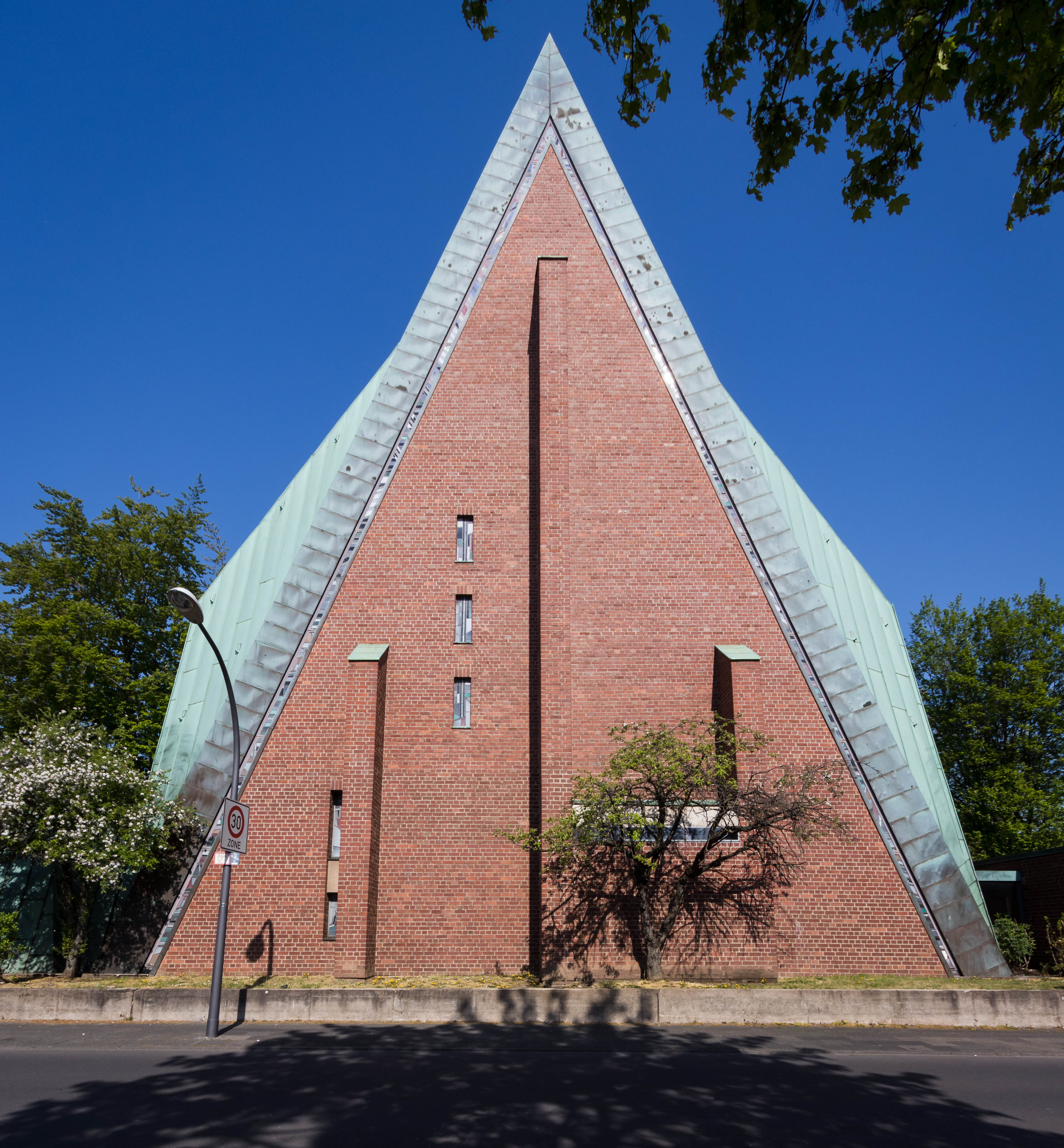
Frontalansicht auf die Altarseite

St. Johannes der Evangelist war eine katholische Kirche im Kölner Stadtteil Stammheim, die in den Jahren 1969 bis 1970 nach Plänen des Architekten Karl und Gero Band erbaut wurde. Die Kirche gehörte zur Pfarrgemeinde St.Hubertus und Mariä Geburt, die 2010 aus drei separaten Gemeinden hervorging und wird nach der seit  2018 genehmigten Profanierung abgerissen. Der Abriss hat 2025 begonnen (Stand: Juni 2025).

## Baubeschreibung
Das Gebäude ist eine sehr klare Umsetzung der architektonischen Idee vom „Zelt Gottes“ (Offb 21,3 ): Sein patinagrünes Kupferdach reicht nach Art eines Nurdachhauses bis zum Boden und der Bau hat keine vertikalen Wände. An den aus Ziegeln gemauerten Giebelseiten treten innen und außen an der Chorseite drei senkrechte Mauerstreifen hervor, die die Wand strukturieren. Am gegenüberliegenden, hell verglasten Giebel führt eine zylindrisch gemauerte Treppe zu Empore und Glockenstube, die leicht aus dem Giebel hervortreten und mit Holz verkleidet sind.

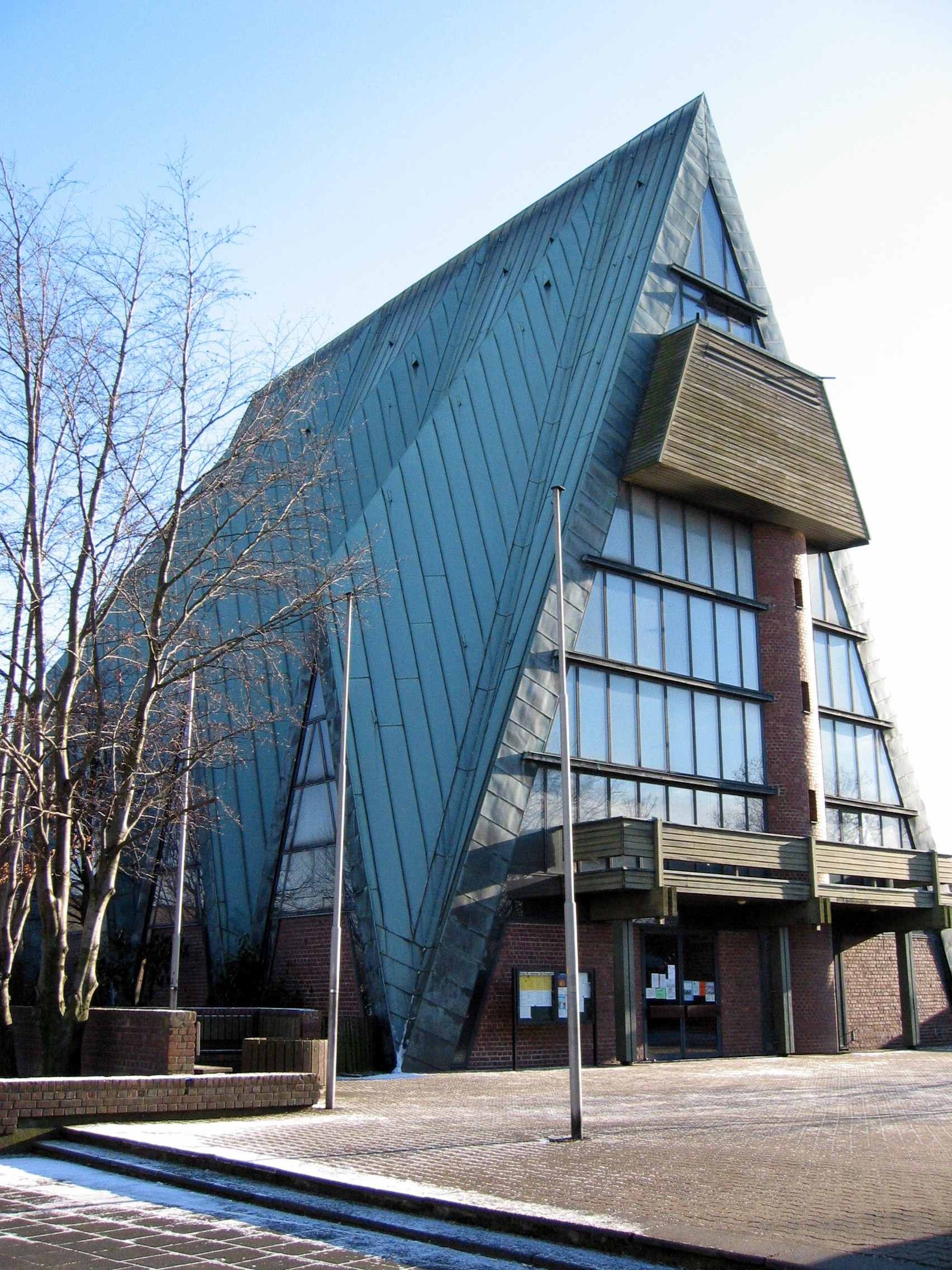
Eingangsseite mit verglaster Giebelfront

An den Dachseiten wird das „Zelt“ von je vier spitzen, Gauben geöffnet, deren First tief heruntergezogen ist, woraus sich eine kräftig gefaltete Dachform ergibt. Die Gauben öffnen sich am oberen Ende mit Fenstern in den Innenraum. Dieser ist an den Dach-/Wandflächen mit hellem Holz verkleidet und lichtdurchflutet. Der Altar liegt leicht erhöht und ist asymmetrisch zur Raumachse – leicht nach rechts versetzt – angeordnet. Die Altarwand wird entlang der Giebelkante (Ortgang) von einem schmalen Lichtband abgeschlossen. Außerdem finden sich im Altarraum drei senkrecht übereinander gesetzte schmale Fensterschlitze seitlich der Mittelachse, zwei größere rechteckige Fenster auf Augenhöhe sowie ein horizontaler Lichtstreifen über der Altarwandnische.

## Ausstattung

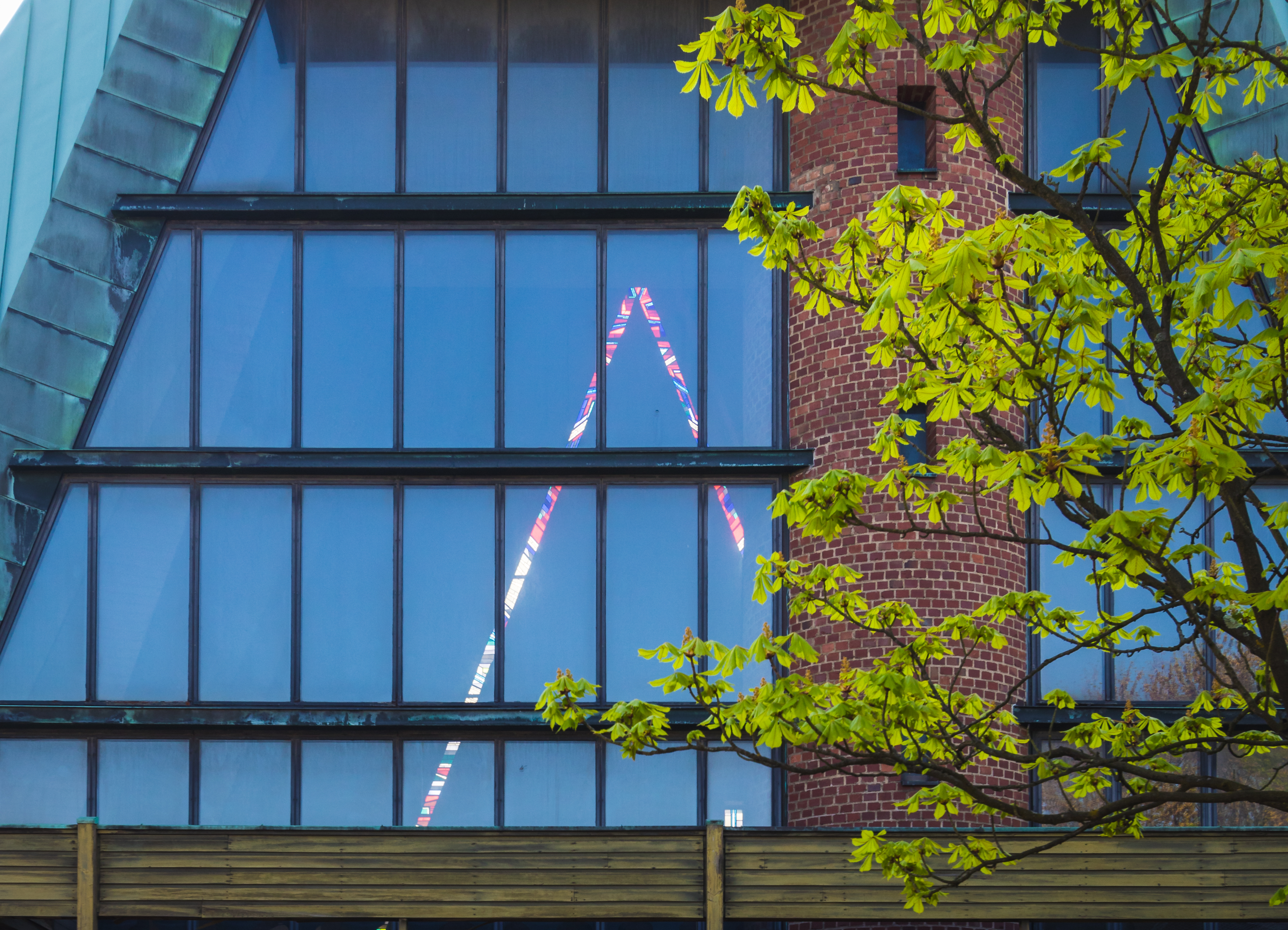
Durch die Rückseite leuchtendes Fensterband der Altarseite

Sämtliche farbig verglasten Fenster an der Altarwand wurden 1972 von Will Thonet gestaltet. Unterhalb der kleinen Fensterschlitze hängt ein emailliertes Altarkreuz von Egino Weinert. Zwei Skulpturen an den seitlichen Mauervorsprüngen der Altarwand – den Kirchenpatron und eine Pietà darstellend – wurden von dem Stammheimer Künstler Herbert Labusga geschaffen.
Ergänzt wird die Ausstattung durch eine Digitalorgel der Allen Organ Company aus dem Jahr 2000 mit zwei Manualen und 28 Registern.
Ein Geläut gibt es nicht.